# Yōko Hata
Yōko Hata (jap. 端 洋護, Hata Yōko; * um 1955, geborene Yōko Chiba) ist eine japanische Badmintonspielerin. 

## Karriere
Yōko Hata gewann 1980 den nationalen japanischen Titel im Mixed mit Motoo Nakai. Im Dameneinzel wurde sie bei derselben Veranstaltung Dritte. 1981 belegte sie Rang neun im Einzel. Im selben Jahr startete sich auch bei den Japan Open.

## Sportliche Erfolge
| Saison | Veranstaltung                | Disziplin   | Platz | Name                    |
| ------ | ---------------------------- | ----------- | ----- | ----------------------- |
| 1980   | Japan: Einzelmeisterschaften | Mixed       | 1     | Motoo Nakai / Yōko Hata |
| 1981   | Japan: Einzelmeisterschaften | Dameneinzel | 9     | Yōko Hata               |

## Referenzen
- Kyōto-fu Badminton Kyōkai: Japanische Meisterschaften (Memento vom 28. August 2007 im Internet Archive)
- Meisterschaften 1980
- Meisterschaften 1981
- Japan Open 1981

| Personendaten    | Personendaten                              |
| ---------------- | ------------------------------------------ |
| NAME             | Hata, Yōko                                 |
| ALTERNATIVNAMEN  | 端 洋護 (japanisch); Chiba, Yōko; 千葉陽子 |
| KURZBESCHREIBUNG | japanische Badmintonspielerin              |
| GEBURTSDATUM     | um 1955                                    |